# Nesvačily (Bystřice)
Nesvačily jsou vesnice, část města Bystřice v okrese Benešov. Nachází se asi dva kilometry západně od Bystřice. Je zde evidováno 130 adresních míst. V katastrálním území Nesvačily u Bystřice leží i část Petrovice. Žije tu Inka

## Historie
První písemná zmínka o vesnici pochází z roku 1318.
Za druhé světové války se ves stala součástí vojenského cvičiště Zbraní SS Benešov a její obyvatelé se museli 31. prosince 1943 vystěhovat. V roce 2013 vydalo město Bystřice u příležitosti 70. výročí vystěhování publikaci nazvanou Poskládané vzpomínky, sestavenou ze svědectví pamětníků z Nesvačil a okolí.

## Pamětihodnosti
- Kostel Nalezení svatého Kříže, jednolodní, prostá, původně románská, raně goticky a barokně přestavěná stavba s jednou věží. Velmi cenné dřevěné a polychromované sochy z 15. stol. jsou v Národní galerii v Praze.

## Doprava
Severovýchodně od vesnice se v jejím katastrálním území nachází letiště Benešov.